# Minuartia sedoides
Espèce
Minuartia sedoides, l'alsine naine ou minuartie faux orpin, est une espèce de plantes de la famille des Caryophyllaceae, originaire d'Europe. Ce sont des plantes herbacées vivaces, à souche ligneuse, qui poussent en formant des coussinets denses de 5 cm de haut environ. C'est une espèce montagnarde  qui se rencontre au dessus de 1700 mètres d'altitude.

## Taxinomie

### Synonymes
Selon The Plant List (14 avril 2019) :
- Alsine canaliculata Dulac
- Alsine sedoides (L.) Kitt.
- Arenaria cherleria (Peterm.) Ardoino
- Arenaria sedoides (L.) Druce
- Cherleria caespitosa Lam.
- Cherleria sedoides L. (préféré par NCBI)[3]
- Cherleria sedoides L.
- Cherleria sedoides[4]
- Minuartia sedoides[3]